# Copa Chile de Básquetbol 2014
La Copa Chile 2014 fue la cuarta edición de la Copa Chile de Básquetbol. Fue disputada nuevamente con el formato anterior, donde 2 equipos se enfrentaron a partido único, siendo partícipes de esta; el campeón de la Libcentro y el de la Libsur. Se jugó el 13 de septiembre de 2014.
Los equipos que la disputaron fueron Universidad de Concepción y Español de Osorno. Universidad de Concepción fue campeón al vencer por 101-86 a Los Osorninos.

## Equipos participantes
| Equipo                    | Entrenador          | Ciudad     | Estadio                            | Capacidad | Vía de clasificación   |
| ------------------------- | ------------------- | ---------- | ---------------------------------- | --------- | ---------------------- |
| Universidad de Concepción | Gabriel Schamberger | Concepción | Casa del Deporte                   | 2.500     | Campeón Libcentro 2014 |
| Español de Osorno         | Juan Manuel Córdoba | Osorno     | Gimnasio Monumental María Gallardo | 3.400     | Campeón Libsur 2014    |

## Partidos
| 13 de septiembre | Universidad de Concepción                             | 101–86                                | Español de Osorno                                | |  |
| 20:00            | Parciales: 26-19, 21-23, 34-20, 20-24                 | Parciales: 26-19, 21-23, 34-20, 20-24 | Parciales: 26-19, 21-23, 34-20, 20-24            | |  |
|                  | Estadísticas Evandro Arteaga, 26 Matias Villagran, 20 | Pts                                   | Estadísticas David Gonzalez, 17 Gerardo Isla, 16 | Pabellón: Casa del Deporte, Concepción, Chile Asistencia: 2.500 espectadores Árbitros: Jose Carrasco,Pablo Oyarzun,Pedro Vasquez Televisión: CDO |  |

## Campeón
| Chile                                |
| Universidad de Concepción 1.º título |

## Estadísticas

### Goleadores
| Jugador          | Equipo                    | Puntos |
| ---------------- | ------------------------- | ------ |
| Evandro Arteaga  | Universidad de Concepción | 26     |
| Matias Villagran | Universidad de Concepción | 20     |
| David González   | Español de Osorno         | 17     |
| Gerardo Isla     | Español de Osorno         | 16     |
| Eduardo Marechal | Universidad de Concepción | 15     |
| Patrick Sáez     | Universidad de Concepción | 15     |